# Случаите на Поаро
„Случаите на Поаро“ (на английски: Poirot или Agatha Christie's Poirot) е британски мистъри драматичен сериал, излъчен по ITV от 8 януари 1989 г. до 13 ноември 2013 г. Дейвид Сушей играе ролята на фиктивния детектив Еркюл Поаро, създаден от Агата Кристи. Първоначално е продуциран от LWT, а по-късно – от ITV Studios. Излъчва се и по VisionTV в Канада и по PBS и A&E в САЩ.
Сериалът се състои от 13 сезона със 70 епизода; всеки епизод е адаптиран от роман или разказ на Кристи, в който е включен Поаро, и следователно във всеки епизод Поаро е както главният детектив, отговарящ за разследването на престъпление (обикновено убийство), така и главният герой, който е в центъра на повечето от действието на епизода. Последният епизод, озаглавен „Завесата - последният случай на Поаро“ (Curtain: Poirot's Last Case), е базиран на романа „Завесата“ от 1975 г., който е и последният роман за Поаро. Всяка по-голяма литературна творба на Кристи, в която участва Поаро, е адаптирана.

## „Случаите на Поаро“ В България
В България сериалът е излъчен първоначално по TV7 на 7 ноември 2005 г.
През 2010 г. прави повторно излъчване на същата телевизия, а после и по Super7. Излъчен е до шести сезон. Ролите се озвучават от артистите Даринка Митова, Златина Тасева, Мина Костова, Георги Тодоров, Стефан Сърчаджиев – Съра и Станислав Пищалов.
На 18 февруари 2021 г. започва излъчване по bTV Cinema с разписание всеки делник по два епизода, а по-късно по един и завършва на 30 април. Дублажът е на студио VMS. Екипът се състои от:
| Озвучаващи артисти  | Елена Русалиева Гергана Стоянова Любомир Младенов (до осми епизод) Радослав Рачев (от девети епизод до края на сериала) Симеон Владов Станислав Димитров |
| Преводачи           | Живко Тодоров Полина Николова |
| Тонрежисьори        | Сибин Златарев Венелин Николов |
| Режисьор на дублажа | Добрин Добрев |